# Chersotis iminenia
Chersotis iminenia är en fjärilsart som beskrevs av Hans Zerny 1934. Chersotis iminenia ingår i släktet Chersotis och familjen nattflyn. Inga underarter finns listade i Catalogue of Life.